# John Brennan
John Owen Brennan, född 22 september 1955 i Jersey City i New Jersey, är en amerikansk ämbetsman. Brennan var CIA-chef mellan åren 2013 och 2017.

## Biografi
Brennan föddes i Jersey City i New Jersey och växte upp i North Bergen i samma delstat. Han studerade vid Fordham University, där han 1977 avlade Bachelor of Science i statsvetenskap. 1980 avlade han mastersexamen i politik och förvaltning med specialisering i Mellanösternstudier vid University of Texas at Austin.
Brennan arbetade vid CIA från 1980 till 2005, inledningsvis som analytiker med inriktning på Mellanöstern och södra Asien, och därefter som analyschef inom kontraterrorism i början av 1990-talet. Mellan åren 1994 och 1995 var han verksam som CIA:s tjänsteman för underrättelsebriefingar hos president Bill Clinton. Efter att han varit stationschef i Mellanöstern var Brennan under åren 1999-2001 stabschef hos den dåvarande CIA-chefen George Tenet. Han var därefter biträdande verkställande direktör för CIA fram till 2003, och ledde därefter det myndighetsgemensamma upprättande av det som blev National Counterterrorism Center, och blev interimschef för detta center från 2004. Brennan lämnade CIA 2005 och arbetade inom den privata sektorn i tre år.
Brennan var underrättelserådgivare till Barack Obama under dennes presidentkampanj 2008. Obama avsåg som president att utse honom till chef för CIA. Efter anklagelser om att han skulle varit anhängare av tortyr under president George W. Bush var detta inte längre aktuellt, och han utsågs istället i januari 2009
till chefsrådgivare inom kontraterrorism med titeln Deputy National Security Advisor for Homeland Security and Counterterrorism, and Assistant to the President. I januari 2013 nominerades Brennan som chef för CIA av Obama, och tillträdde den 8 mars 2013. Den 23 januari 2017 efterträddes han av Mike Pompeo.
I november 2020 gav Brennan ut en självbiografisk bok med titeln Undaunted - My fight against America´s enemies, at home and abroad.